# Club Korfbal Badalona La Rotllana
Club Korfbal Badalona La Rotllana (kort: Badalona) is een Spaanse korfbalvereniging uit Badalona, in de regio Catalonië. 

## Geschiedenis
Badalona is opgericht in 1997.
De eerste doorbraak van de club was de finaleplaats in de Copa Catalana de Korfbal, de Spaanse Bekercompetitie in seizoen 2000-2001. De ploeg verloor de finale echter van L'Autònoma.
In landelijk competitieverband is het beste resultaat dat van seizoen 2005-2006, toen de club in de nationale zaalfinale van de Lliga Catalana de corfbol stond. De ploeg verloor de finale van Vacarisses. Vanwege dit resultaat was Badalona ook deelnemer aan de Europa Shield.